# Draped Reclining Figure
Draped Reclining Figure / Liegende Gewandfigur  ist eine Plastik des britischen Künstlers Henry Moore im Bestand des Museums Ludwig in Köln.

## Beschreibung
Die in ein Gewand gehüllte Frauenfigur aus Bronze, auf dünner, an den Ecken abgerundeter Plinthe wurde 1952/53 von Henry Moore geschaffen. Die Skulptur ist bei einer Länge von 157 cm 102 cm hoch. Es handelt sich um das zweite von drei Exemplaren, die von dieser Bronze angefertigt wurden.

## Provenienz
Im Jahr 1954 erwarb das Kölner Wallraf-Richartz-Museum die Skulptur in London in der Galerie Marlborough Fine Art. 1976 wurde sie an das Museum Ludwig überwiesen und in deren Sammlung aufgenommen (Inventar-Nr. ML 76/SK 0223).

## Standorte
Die Skulptur fand seit seinem Ankauf Aufstellung an verschiedenen Orten, so etwa im Deutzer Rheinpark und in den 1960er Jahren im Innenhof des ehemaligen Wallraf-Richartz-Museums An der Rechtschule, wo sich seit 1989 das Museum für angewandte Kunst (MAKK) befindet. In den 1980er Jahren befand es sich auf dem Vorplatz unweit des Haupteingangs des MAKK.
Bis 2004 fand die Liegende Gewandfigur ihren Platz am Südeingang des Museum Ludwig oberhalb des Kurt-Hackenberg-Platzes, danach in dessen innerer Eingangshalle. Ein Dokument von 2014 aus dem städtischen Kulturausschuss belegt, dass es sich zu diesem Zeitpunkt im Depot des Museums befand.